# Sonate pour violon et piano no 1 d'Enesco
Pour les articles homonymes, voir Sonate pour violon et piano.
La Sonate pour violon et piano no 1 en ré majeur op. 2 est une sonate pour violon de Georges Enesco.

## Contexte
Composée en 1887, cet ouvrage de jeunesse se ressent de l'influence de Brahms.

## Structure
La sonate comprend trois mouvements :
1. Allegro vivo
2. Quasi adagio
3. Allegro

Durée d'exécution : environ 24 minutes